# Stephen Burton
Stephen Burton (Lakewood, 11 dicembre 1989) è un ex giocatore di football americano statunitense che ha giocato nel ruolo di wide receiver nella National Football League (NFL). Fu scelto nel corso del settimo giro (236º assoluto) del Draft NFL 2011 dai Minnesota Vikings. Al college giocò a football per i primi due anni presso il Long Beach City College e per i restanti due presso la West Texas A&M University.

## Carriera universitaria
Dopo aver giocato sia come running back che come wide receiver presso la Artesia High School di Lakewood, sua città natale, ed aver vinto il premio come Giocatore Offensivo dell'Anno, Burton passò al Long Beach City College. A Long Beach giocò per due anni guadagnando il titolo di MVP della sua squadra nel primo anno e in entrambe le stagioni il titolo di All-Conference.
Nel 2009 decise di passare alla West Texas A&M University, con la quale nella sua stagione da junior ricevette in tre gare per più di 100 yard e fece segnare il suo personale di 13 ricezioni per 168 yard nel match contro Kingsville. Nel 2010 fu inserito nel 1st-Team All-Lone Star Conference e nell'All-Super Region 4 per aver ricevuto nella sua stagione da senior 70 passaggi per 1021 yard complessive ed aver messo a segno 11 touchdown.

## Carriera professionistica

### Minnesota Vikings
Al Draft NFL 2011 Burton, che aveva disputato un'ottima Combine, fu selezionato nel settimo giro come 236ª scelta assoluta dai Minnesota Vikings, e messo sotto contratto il 25 ottobre dopo che Minnesota aveva tagliato il WR Bernard Berrian.
Impiegato come ricevitore di riserva, nei primi due anni in forza ai Vikings, Burton scese in campo 15 volte di cui una come titolare nel 2012 mettendo a segno un touchdown nel match contro gli Indianapolis Colts, dopo aver raccolto un passaggio sfuggito al tight end dei Vikings Kyle Rudolph.

### Jacksonville Jaguars
Il 1º settembre 2013, dopo essere stato svincolato, Burton firmò coi Jacksonville Jaguars.
Il 9 dicembre, Burton fu inserito in lista infortunati in seguito ad una commozione cerebrale.
Il 23 aprile 2014, Burton annunciò il ritiro in seguito all'infortunio avvenuto nella stagione precedente.

## Statistiche
| Partite totali         | 19  |
| Partite da titolare    | 3   |
| Ricezioni              | 15  |
| Yard su ricezione      | 149 |
| Touchdown su ricezione | 1   |

Statistiche aggiornate alla stagione 2013